# Camp megye
Camp megye az Amerikai Egyesült Államokban, azon belül Texas államban található. Megyeszékhelye és legnagyobb városa Pittsburg. Lakosainak száma 12 464 fő (2020. április 1.). Camp megye Titus, Upshur, Morris, Wood és Franklin megyékkel határos.

## Népesség
A megye népességének változása:
| Lakosok száma | 12 404 | 12 406 | 12 486 | 12 413 | 12 682 | 12 855 | 12 464 |
|               | 2010   | 2011   | 2012   | 2013   | 2015   | 2017   | 2020   |